# Chris Denorfia
Christopher Anthony Denorfia (Bristol, 15 luglio 1980) è un ex giocatore di baseball statunitense naturalizzato italiano.

## Carriera

### Inizi e Minor League
Dopo aver frequentato la Choate Prep High School a Wallingford, Connecticut e il Wheaton College di Norton, Massachusetts. Denorfia è stato selezionato dai Cincinnati Reds al 19º giro del draft MLB del 2002, grazie alle ottime prestazioni nell'ultimo anno universitario (.467 come media battuta). Venne assegnato già nel 2002 nella classe Rookie, dove giocò quasi per l'intera stagione, inoltre partecipò con 3 presenze ciascuna nella classe A e nella Doppia-A.
Nel 2003 giocò nella classe A-avanzata e nel 2004 nella classe A-avanzata (75 presenze) e nella Doppia-A (61 presenze).

### Major League
Denorfia ha debuttato come pinch hitter in MLB il 7 settembre 2005 al Great American Ball Park di Cincinnati, in un incontro perso 14-5 contro i Milwaukee Brewers. Concluse la stagione con 18 presenze nella MLB e 137 nella minor league, 46 nella Doppia-A e 91 nella Tripla-A.
In due stagioni con i Reds ha disputato 67 incontri con 40 valide (,278 di media battuta), 2 fuoricampo e 9 punti battuti a casa.
Il 27 aprile 2007 viene ceduto agli Oakland Athletics. Dopo aver saltato l'intero 2007 per infortunio, ha disputato altre due stagioni ad Oakland, giocando 33 incontri con 18 valide (,281 di avg), un fuoricampo e 10 punti battuti a casa.
Il 16 dicembre 2009 ha firmato con i San Diego Padres, rimanendo con la franchigia per ben 5 stagioni. Le sue statistiche a San Diego riportano 573 incontri, con 456 valide (,275 di media battuta), 33 fuoricampo e 154 punti battuti a casa.
Il 31 luglio 2014 è passato ai Seattle Mariners, dove nel restante scampolo di stagione ha giocato 32 partite, con 16 valide (,195), 2 fuoricampo e 5 punti battuti a casa.
Il 9 gennaio 2015 ha firmato un contratto annuale con i Chicago Cubs.
Ha giocato anche nei campionati invernali della Repubblica Dominicana e del Venezuela.
Denorfia firmò un contratto di minor league con i New York Yankees il 2 marzo 2016 con inclusa una clausola di rilascio entro il 31 marzo. Venne svincolato il 27 marzo 2016.
Il 9 giugno 2016, Denorfia firmò un contratto di minor league con i San Francisco Giants, che lo svincolarono il 15 agosto 2016.
Il 13 gennaio 2017, Denorfia firmò un contratto di minor league con i Colorado Rockies. Venne svincolato il 1º giugno 2017.

## Ritiro e carriera da allenatore
Il 9 marzo 2018, Denorfia annunciò il ritiro e l'assunzione nei Chicago Cubs, come allenatore.

## Nazionale
Di origine italiane, Denorfia ha vestito la maglia azzurra in occasione del World Baseball Classic del 2009 e del 2013. Vanta complessivamente 7 presenze in Nazionale.

## Palmarès
- Defensive Players of the Year: 1

2013